# Municipio de Cuilapa
Municipio de Cuilapa är en kommun i Guatemala.   Den ligger i departementet Departamento de Santa Rosa, i den södra delen av landet, 50 km sydost om huvudstaden Guatemala City.